# Vojčice
Vojčice és un poble i municipi d'Eslovàquia. Es troba a la regió de Košice, a l'est del país.

## Història
La primera referència escrita de la vila data del 1217.

## Demografia
| Godina             | 1994 | 2004   | 2014   | 2024   |
| ------------------ | ---- | ------ | ------ | ------ |
| Nombre de persones | 1931 | 2074   | 2167   | 2253   |
| Diferència         |      | +7,40% | +4,48% | +3,96% |

| Godina             | 2023 | 2024   |
| ------------------ | ---- | ------ |
| Nombre de persones | 2264 | 2253   |
| Diferència         |      | −0,48% |